# Chiesa di Santa Chiara (Caltagirone)
La chiesa di Santa Chiara e Santa Rita è un luogo di culto ubicato a Caltagirone.
Insieme all'ex monastero delle Clarisse, costituisce un polo monumentale ubicato in via San Giovanni Bosco, nei pressi del complesso della Compagnia di Gesù, nel centro storico di Caltagirone. È uno dei complessi monumentali della città di Caltagirone dichiarato come bene protetto UNESCO, in quanto parte dei monumenti delle Città tardo-barocche della Val di Noto.

## Storia

### Epoca spagnola
Fondazione monastero 1523, documentato da Rocco Pirri.
Ricostruzione post terremoto del Val di Noto del 1693, la chiesa fu rapidamente riedificata su progetto di Rosario Gagliardi nel periodo a cavallo il 1743 e il 1748.

### Epoca contemporanea
Dopo l'emanazione delle leggi eversive la chiesa fu incamerata dallo Stato, ceduta all'autorità ecclesiastica, per essere poi donata a condizione e con l'obbligo di mantenerla sempre aperta al culto pubblico.

## Esterno
La facciata rivolta ad oriente è delimitata da paraste laterali sormontate da capitelli corinzi che inquadrano l'unico portale d'accesso incorniciato da lesene su plinti bombati. Il timpano presenta un arco spezzato con angeli alati collocati sulle cimase, nei pennacchi sono scolpiti in bassorilievo i volti di sante francescane. La finestra centrale con grata sormonta un cartiglio, sotto il piccolo timpano arcuato in posizione intermedia un altro cartiglio coronato reca i simboli dell'ordine: il braccio scoperto di Cristo incrociato con il braccio manicato di San Francesco con la croce sullo sfondo, entrambi con le mani mostranti le stimmate. In alto è sovrastata da statua in pietra raffigurante l'Immacolata Concezione. Sotto gli spioventi sono stati inseriti dei pannelli maiolicati raffiguranti rispettivamente San Giovanni Bosco, Santa Rita da Cascia e Santa Chiara d'Assisi, Papa Pio X.
Nella chiave dell'arco che sormonta il varco, è presente la scultura di una mano che sorregge un ostensorio: raffigura la mano di Santa Chiara che, miracolosamente, respinse i saraceni che volevano saccheggiare il monastero di San Damiano in Assisi mostrando l'Eucaristia. Il simbolo è ricorrente in una raffigurazione su un cartiglio del portale e in alto su un tondo maiolicato.
Cartigli portale:
"PANIS VITAE UT SI QUIS EX IPSO MANDUCET NON MORATUR" e "O CORONAE MIRANDA DIGNITAS TU SPES LAPSIS FIRMITAS INFIRMIS"
Ostensorio e Corona di spine
"DOMUS DEI ET PORTA COELI" e "QUISQUIS PETITURUS INGREDITUR IMPETRASSE LAETETUR"

## Interno

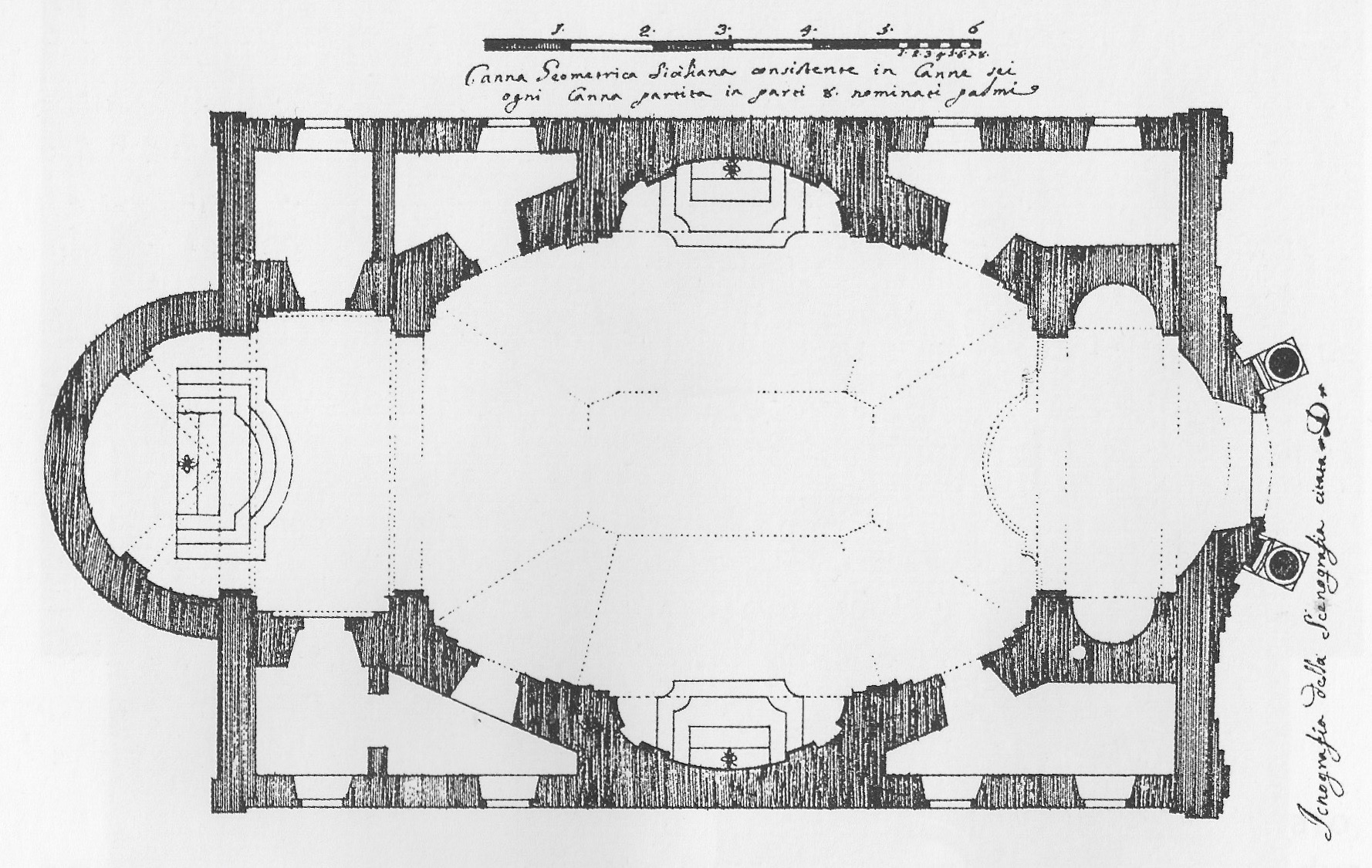
Pianta della chiesa di Santa Chiara

Aula a pianta ellittica, con pavimento in ceramica policroma del 1952. Ai lati del presbiterio e della cantoria addossata alla controfacciata sono presenti le tribunette provviste di gelosie, le grate oltre le quali le monache attendevano alle celebrazioni liturgiche. Ciascuna delle grate sormonta una nicchia sfalsata rispetto agli assi ortogonali della costruzione.
Antiporta con raffigurazione del Miracolo di Santa Chiara d'Assisi. Pseudo vestibolo sovrastato da dipinto raffigurante Santa Chiara d'Assisi.

### Emiciclo destro
- Nicchia: dipinto raffigurante San Pio X, olio su tela, opera del calatino Francesco Paolo Puccio del 1962.

- Cappella del Santissimo Crocifisso: ambiente in marmo policromo con Crocifisso ligneo di Giuseppe Vaccaro adagiato su tela raffigurante il Calvario e circondato da quadri ceramicati della Via Crucis, opere di Andrea Parini del 1960.
  - Nicchia.

### Emiciclo sinistro
- Nicchia: dipinto raffigurante San Giovanni Bosco, olio su tela.

- Cappella di Santa Rita da Cascia: ambiente in marmi policromi con statua lignea raffigurante Santa Rita da Cascia circondata di quadri di Giuseppe Barone del 1950, riproducenti episodi della vita della Santa. vetrata istoriata raffigurante Santa Rita.
  - Nicchia: Presepe, manufatto stabile con pastorelli di terracotta, opera di Giacomo Vaccaro e di Antonio Ragona.

### Presbiterio
L'abside con balaustra maiolicata è ornata di un maestoso altare maggiore di legno intagliato, intarsiato con specchi e madreperle, il manufatto reca il nome della benefattrice: «Abbadessa Suor Fortunata Maria Martorana, 10 aprile 1732».
Il dipinto nel catino absidale compreso fra lesene con capitelli corinzi, è delimitato da quattro dipinti, due quadroni laterali e una vetrata istoriata in alto.

## Opere
- ?, San Giuseppe, olio su tela, opera documentata.
- ?, Sant'Agnese, olio su tela, opera documentata.
- ?, San Francesco d'Assisi, olio su tela, opera documentata.
- ?, San Filippo Neri, olio su tela, opera documentata.
- ?, San Biagio, olio su tela, opera documentata.
- 1962, Madonna di Fatima, olio su tela, opera di Giuseppe Barone, opera documentata.
- ?, Vetrate istoriate raffiguranti San Francesco d'Assisi e Santa Caterina Labouré della Carità di San Vincenzo de' Paoli.

Nicchie sottotribune:
- ?, Santa Chiara d'Assisi, ritenuta un Salinari.
- ?, Presepe, manufatto stabile con pastorelli di terracotta, opera di Giacomo Vaccaro e di Antonio Ragona.
- ?, San Giovanni Bosco, olio su tela.
- 1962, San Pio X, olio su tela, opera del calatino Francesco Paolo Puccio.

## Monastero
Il monastero delle Clarisse che sorgeva a fianco della chiesa dopo la legge del 7 luglio 1866, fu soppresso e nel 1889 fu ceduto dal Demanio al Comune. Al suo posto a partire dal 1907 sorge l'edificio dell'ex officina elettrica, in stile liberty opera dell'architetto Ernesto Basile.